# Francisco Pacheco de Villena
Francisco Pacheco de Villena, španski rimskokatoliški duhovnik, škof in kardinal, * 1508, Ciudad Rodrigo, † 23. avgust 1579, Burgos.

## Življenjepis
25. februarja 1561 je bil povzdignjen v kardinala.
5. avgusta 1567 je bil imenovan za škofa Burgosa; škofovsko posvečenje je prejel 26. oktobra istega leta.
22. avgusta 1574 je bil imenovan za nadškofa nove povzdignjene nadškofije.